# Gölj – Rüüdj – Ween
Das Lied Gölj – Rüüdj – Ween ist die Regionalhymne des Kreises Nordfriesland, die häufig als die Hymne der Nordfriesen bezeichnet wird. Das Lied kann in den vier Sprachfassungen Friesisch, Hochdeutsch, Plattdeutsch und Dänisch gesungen werden.

Flagge mit „Nordfriesen-Wappen“ der friesischen Bewegung um Christian Feddersen (inoffiziell)

Der Text besingt die nordfriesischen Farben (Gold/Rot/Blau) und die Schönheit der Landschaft sowie die fiktive Frau „Annemaleen“, die als idealtypische Personifikation Nordfrieslands dient.

## Entstehungsgeschichte

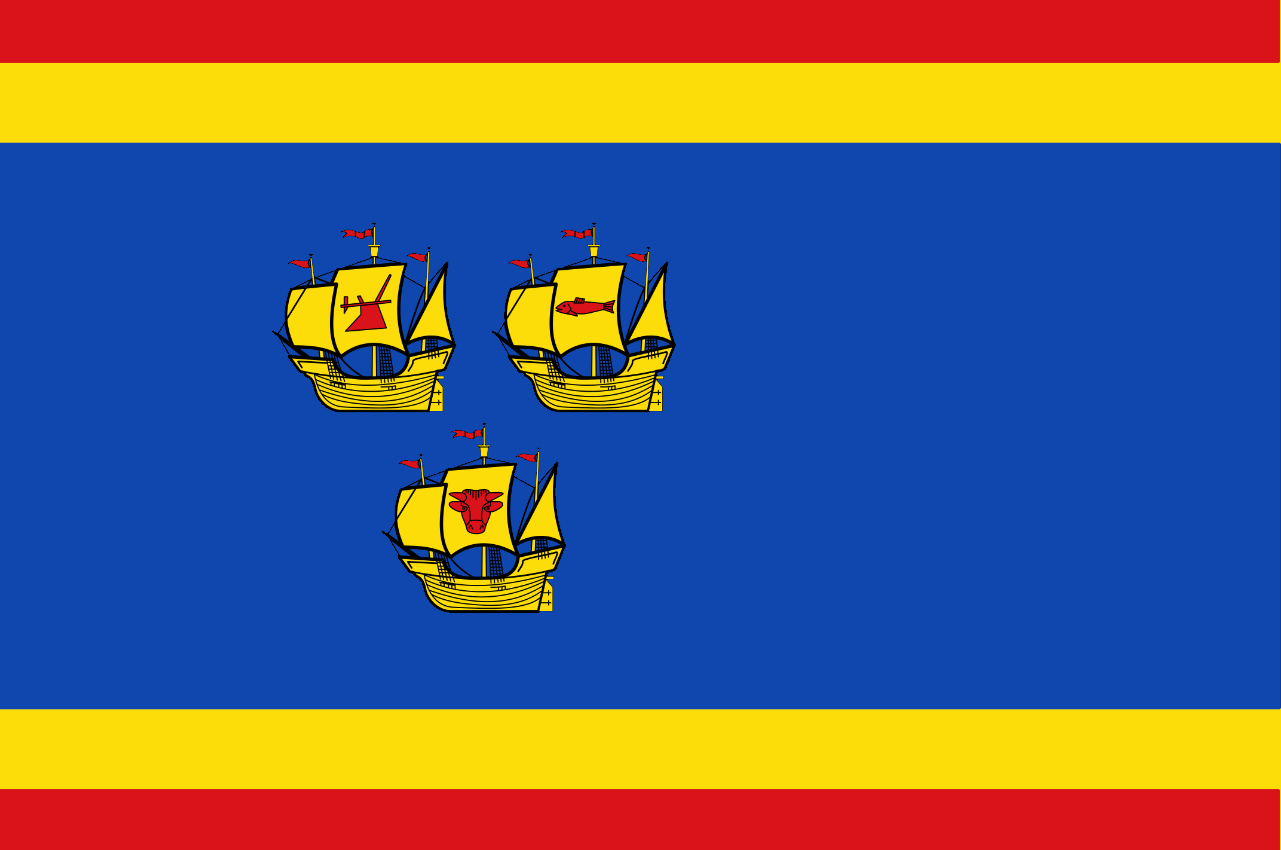
Flagge des Kreises Nordfriesland

In den 1920er-Jahren wurde der Text von dem friesischen Dichter Albrecht Johannsen verfasst. Im Zuge der friesischen Bewegung, die dem Untergang der friesischen Sprache und Kultur entgegenwirken wollte, verfasste Johannsen viele Erzählungen, Gedichte und Lieder in friesischer Sprache. Das Farbenlied Göld – rüüd – ween besingt die Farben der Nordfriesland-Fahne (Gold, Rot und Blau), die später zu den Farben des Kreises Nordfriesland wurden. 
Komponist des Liedes ist der Organist Peter Nissen.
Zunächst werden Text und Melodie ausschließlich in friesischer Sprache auf regionalen Veranstaltungen gesungen. 
Im Jahre 2014 veranlasste der Kreis Nordfriesland einen Wettbewerb mit dem Ziel, das friesische Lied als Vorlage für eine Hymne des Kreises in vier weiteren Sprachen übersetzen zu lassen. Die Beiträge wurden anschließend von einer Jury ausgewertet. Im Mai 2015 stimmte der Kreistag für die Einführung des Textes und der Melodie zur Hymne.
Auf der Website des Kreises Nordfriesland wird angekündigt, dass noch eine weitere Sprachfassung im dänischen Dialekt Sønderjysk erscheinen soll.